# Tola y Maruja

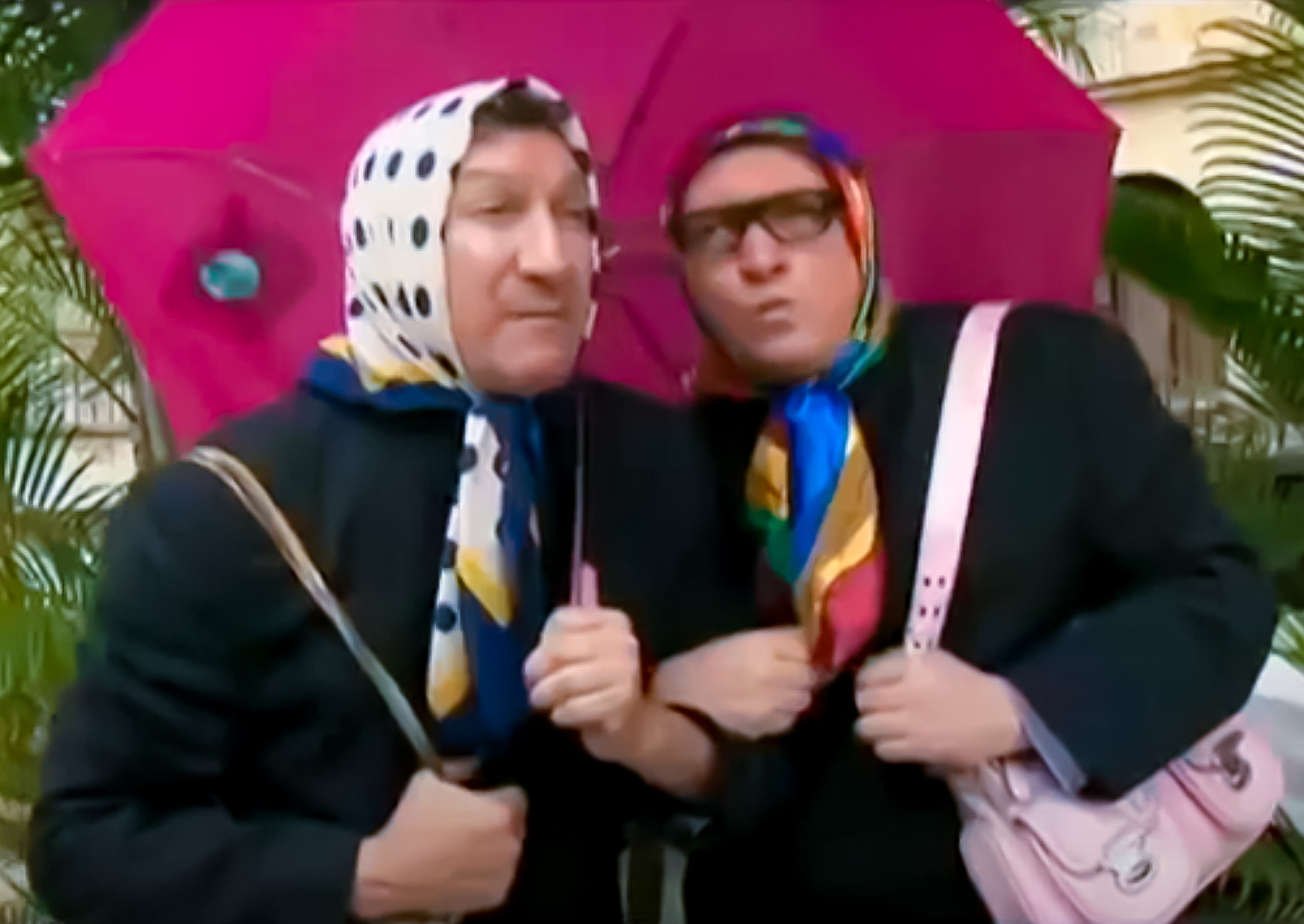
Tola y Maruja en 2012.

Tola y Maruja es un dúo cómico colombiano, formado en 1990, inicialmente, por el periodista y caricaturista Carlos Mario Gallego (Tola) y el escritor Sergio Valencia Rincón (Maruja). El dúo de Tola y Maruja representa a dos ancianas paisas que mientras esperan el bus conversan de la sociedad y de la política de Colombia.

## Historia
Gallego y Valencia se conocieron en 1986 en la Universidad de Antioquia en Medellín. En la universidad, Gallego y Valencia hablaban como dos ancianas para divertir a sus compañeros de estudios. Produjeron una revista humorística llamada Frivolidad, que duró cinco ediciones y que se convertiría en un grupo teatral que incluía entre sus actos a Tola y Maruja. El dúo se hizo conocido en todo el país cuando apareció en el programa humorístico Sábados Felices, producido por Caracol TV. Tola y Maruja continuaron presentándose hasta 2002 pero, debido a diferencias internas, Gallego y Valencia se separaron en 2004.
Gallego obtuvo los derechos de la marca de "Tola y Maruja" y siguió escribiendo No nos consta, la columna de Tola y Maruja en El Espectador y dibujando una caricatura semanal con el seudónimo de Mico. En 2008, Luis Alberto Rojas reemplazó a Valencia en el papel de Maruja; así, ambos personajes reaparecieron en teatro y en televisión desde entonces. Su sección de El radar fue nominada para los Premios India Catalina (parte del Festival de Cine de Cartagena) por mejor programa periodístico y/o (sic) de opinión.
Luis Alberto Rojas posteriormente renunció a continuar con el personaje en marzo de 2011 para dedicarse a hacer humorismo por su cuenta. En la actualidad, el Actor, Director, Dramaturgo y docente de Medellín John Jairo Cardona Pérez hace el papel de "Maruja", así el dúo sigue presentándose los miércoles en el programa periodístico El radar, programa de Caracol TV y Gallego continua escribiendo la columna dominical No nos consta en el periódico El Espectador.

## El argumento deTola y Maruja
Tales como fueron concebidas como personajes, Anatolia del Niño Jesús Muñetón de Tuberquia, más conocida como Tola, nació en Yolombó (Antioquia), mientras que Flor Maruja del Perpetuo Socorro Bustamante de Cataño (aunque en un folleto de los noventa figuraba como Flor Maruja del Perpetuo Socorro Muñetón de Hincapié), nació en Cañasgordas, otra población del departamento de Antioquia. Ambos personajes se niegan a revelar su edad. Tola está casada con Ananías y tiene 13 hijos, mientras que el esposo de Maruja se llama Perucho, con 11 hijos. Cuando Valencia hacía parte del dúo, el esposo de Maruja se llamaba Gilberto. Se conocieron el 9 de abril de 1948, durante los disturbios ocurridos en Bogotá luego del asesinato del caudillo liberal Jorge Eliécer Gaitán. Se proclaman conservadoras y nunca terminaron la educación primaria.
Son personajes prácticamente idénticos a "Veronika Mavrikievna y Avdotya Nikitichna" (Вероника Маврикиевна и Авдотья Никитична), un dúo pop  cómico soviético de los actores Vadim Tonkov y Boris Vladimirov , que existió en la URSS desde 1971 hasta 1982, también conocido como "Las viejas abuelas soviéticas" (Старые советские «бабки»).

## Libros
- La era Uribe (antología, Editorial Aguilar, 2007, ISBN 978-958-704-626-7)